# Germigny-l'Évêque
Germigny-l'Évêque és un municipi francès, situat al departament de Sena i Marne i a la regió de Illa de França. L'any 2007 tenia 1.276 habitants.
Forma part del cantó de La Ferté-sous-Jouarre, del districte de Meaux i de la Comunitat d'aglomeració del Pays de Meaux.

## Demografia

### Població
El 2007 la població de fet de Germigny-l'Évêque era de 1.276 persones. Hi havia 457 famílies, de les quals 76 eren unipersonals (32 homes vivint sols i 44 dones vivint soles), 139 parelles sense fills, 218 parelles amb fills i 24 famílies monoparentals amb fills.
La població ha evolucionat segons el següent gràfic:
Habitants censats

### Habitatges
El 2007 hi havia 531 habitatges, 465 eren l'habitatge principal de la família, 54 eren segones residències i 13 estaven desocupats. 513 eren cases i 17 eren apartaments. Dels 465 habitatges principals, 422 estaven ocupats pels seus propietaris, 32 estaven llogats i ocupats pels llogaters i 11 estaven cedits a títol gratuït; 8 tenien una cambra, 6 en tenien dues, 43 en tenien tres, 81 en tenien quatre i 327 en tenien cinc o més. 388 habitatges disposaven pel capbaix d'una plaça de pàrquing. A 168 habitatges hi havia un automòbil i a 280 n'hi havia dos o més.

### Piràmide de població
La piràmide de població per edats i sexe el 2009 era:
| Homes | Edats   | Dones |
| ----- | ------- | ----- |
| 4     | 95 o +  | 8     |
| 0     | 90 a 94 | 8     |
| 4     | 85 a 89 | 16    |
| 4     | 80 a 84 | 8     |
| 4     | 75 a 79 | 16    |
| 4     | 70 a 74 | 12    |
| 16    | 65 a 69 | 12    |
| 32    | 60 a 64 | 24    |
| 44    | 55 a 59 | 60    |
| 68    | 50 a 54 | 68    |
| 76    | 45 a 49 | 64    |
| 60    | 40 a 44 | 68    |
| 60    | 35 a 39 | 52    |
| 28    | 30 a 34 | 36    |
| 32    | 25 a 29 | 20    |
| 36    | 20 a 24 | 40    |
| 52    | 15 a 19 | 48    |
| 28    | 10 a 14 | 68    |
| 28    | 5 a 9   | 48    |
| 44    | 0 a 4   | 40    |

## Economia
El 2007 la població en edat de treballar era de 888 persones, 635 eren actives i 253 eren inactives. De les 635 persones actives 585 estaven ocupades (330 homes i 255 dones) i 51 estaven aturades (20 homes i 31 dones). De les 253 persones inactives 95 estaven jubilades, 87 estaven estudiant i 71 estaven classificades com a «altres inactius».

### Ingressos
El 2009 a Germigny-l'Évêque hi havia 513 unitats fiscals que integraven 1.453,5 persones, la mediana anual d'ingressos fiscals per persona era de 27.478 €.

### Activitats econòmiques
Dels 35 establiments que hi havia el 2007, 1 era d'una empresa extractiva, 1 d'una empresa de fabricació d'altres productes industrials, 6 d'empreses de construcció, 7 d'empreses de comerç i reparació d'automòbils, 3 d'empreses de transport, 2 d'empreses d'hostatgeria i restauració, 1 d'una empresa financera, 9 d'empreses de serveis i 5 d'entitats de l'administració pública.
Dels 9 establiments de servei als particulars que hi havia el 2009, 2 eren autoescoles, 1 paleta, 2 fusteries, 2 electricistes, 1 empresa de construcció i 1 restaurant.

## Equipaments sanitaris i escolars
El 2009 hi havia una escola elemental.

## Poblacions més properes
El següent diagrama mostra les poblacions més properes.